# دیمپال کوماری جا

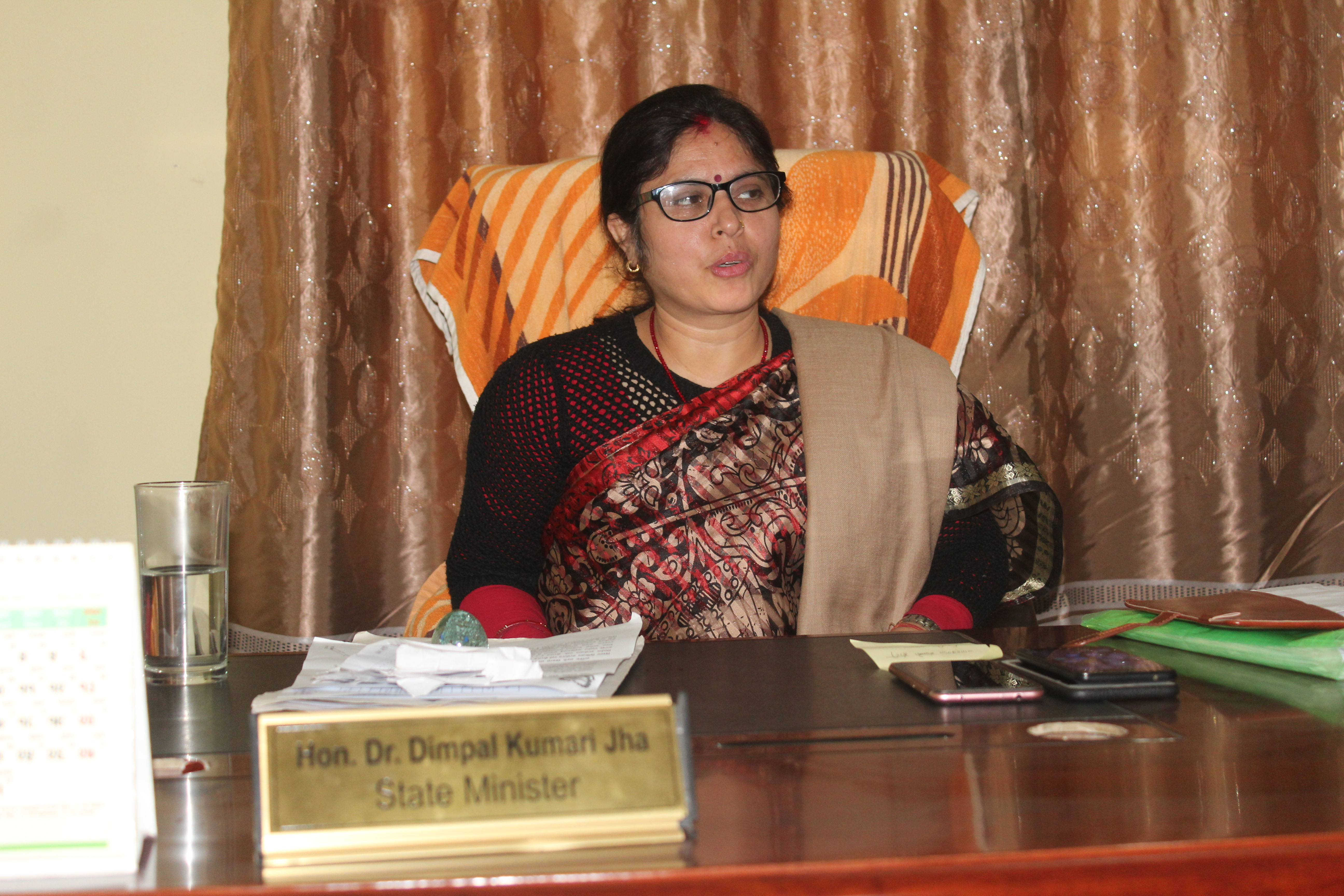
دیمپال کوماری جا

دیمپال کوماری جا (انگلیسی: Dimpal Kumari Jha؛ زادهٔ ۱۲ ژوئیهٔ ۱۹۷۹ – ۲۴ آوریل ۲۰۲۲) سیاستمدار اهل نپال بود.
وی وزیر فعلی استانی توسعه زیرساخت فیزیکی در دولت (استان شماره ۲) بود. او بعنوان یک نماینده تناسبی برای شرکت در مجلس استانی شماره ۲ از حزب سیاسی جاناتا نپال نامزد شده بود. او همچنین بعنوان عضوی از انتخابات مجلس مؤسسان ۲۰۱۳ نپال خدمت کرد.